# Tadeusz Łopuszański
Tadeusz Łopuszański (ur. 15 stycznia 1874 we Lwowie, zm. 19 kwietnia 1955 w Gliwicach) – pedagog, twórca i dyrektor szkoły eksperymentalnej Gimnazjum i Liceum im. Sułkowskich w Rydzynie, minister wyznań religijnych i oświecenia publicznego w II RP w latach 1919–1920. Twórca klubu Wisły Kraków oraz jej pierwszy prezes.

## Życiorys

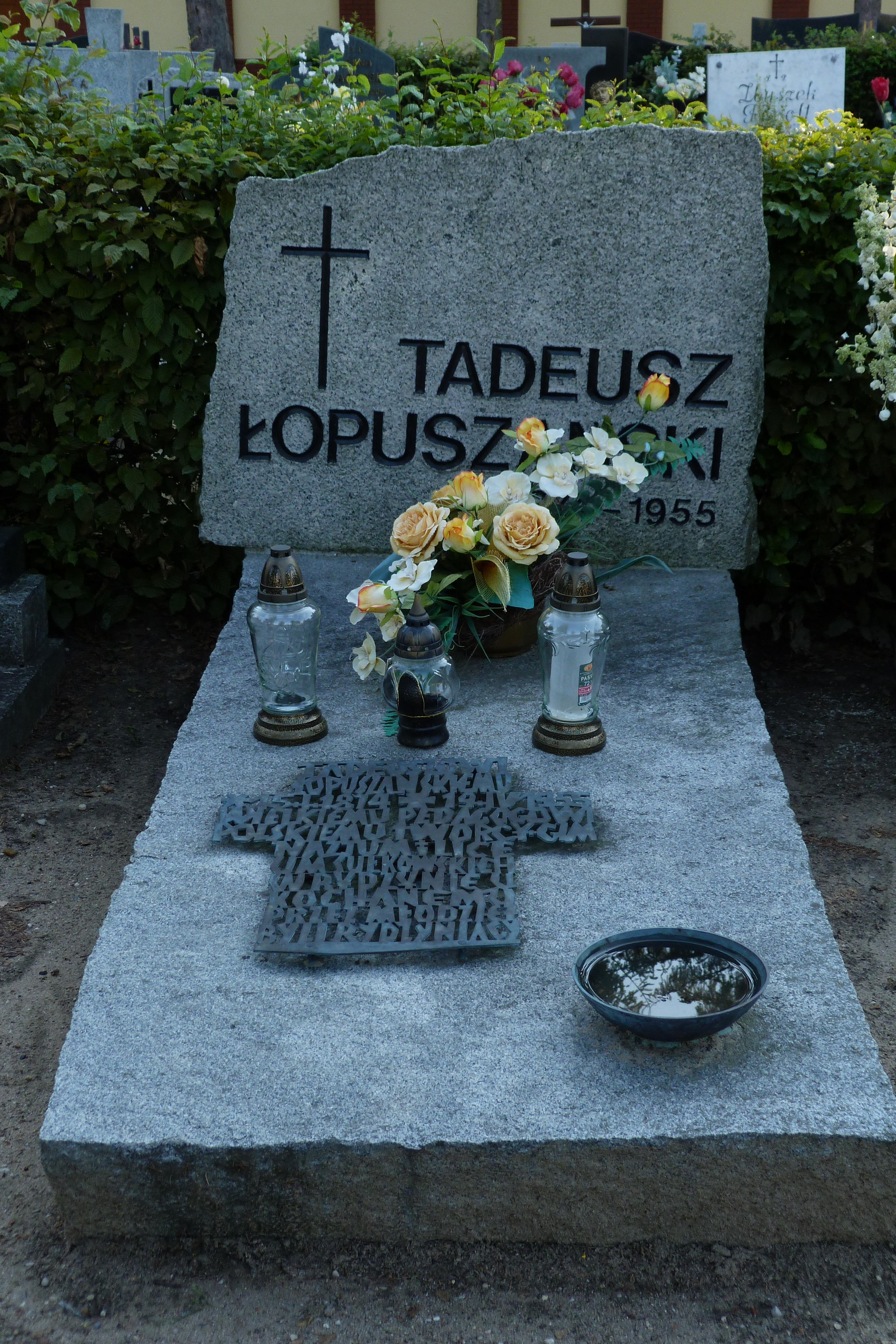
Grób Tadeusza Łopuszańskiego na cmentarzu parafialnym w Kłodzie

### Młodość
Urodził się w rodzinie urzędniczej. Był synem Edwarda i Walerii z Kotiersów. Od 1883 do 1891 uczęszczał do Gimnazjum św. Anny w Krakowie. Podczas nauki zaangażował się w działalność samokształceniową, zostając członkiem koła kierowanego przez Związek Młodzieży Polskiej „Zet”. Po zdaniu matury, rozpoczął studia z zakresu matematyki i fizyki na Wydziale Filozoficznym Uniwersytetu Jagiellońskiego. Ukończył je w 1895 r. i rozpoczął praktykę nauczycielską w swoim dawnym gimnazjum. Następnie pracował jako zastępca nauczyciela w I Szkole Realnej. Po zdaniu egzaminu na nauczyciela szkół średnich z matematyki i fizyki (1899).  Przez kilka lat pracował jako nauczyciel w szkołach w Krakowie i w C.K. I Gimnazjum w Rzeszowie. Tam założył pierwsze laboratoria fizyczne i chemiczne dla uczniów. Jednocześnie porzucił dalsze zainteresowania nad naukami ścisłymi, na rzecz pedagogiki i psychologii.
W 1903 r. rozpoczął pracę w II Krakowskiej Szkole Realnej. Podczas roku szkolnego 1905/1906 wyjechał za granicę, w celu zebrania materiałów o szkolnictwie zagranicznym. Odbył podróż do Austrii, Szwajcarii i Francji. Po powrocie do kraju Łopuszański, na forum Towarzystwa Nauczycieli Szkół Wyższych, wygłosił referat Nasza szkoła średnia, krytyka jej podstaw i konieczność reformy, który ukazał się drukiem. Następnie w ramach towarzystwa, kierował pracami nad reformą szkół średnich: ośmioletnia szkoła realna, zmniejszenie liczby godzin przedmiotów humanistycznych, na rzecz matematyki i nauk przyrodniczych itd.
Za zaangażowanie w prace nad reformą, otrzymał urlop naukowy, na który wyruszył do Anglii, w celu studiów nad tamtejszym szkolnictwem. Następstwem wyjazdu było wygłoszenie referatu Ruchy reformatorskie na polu szkolnictwa średniego na forum II Polskiego Kongresu Pedagogicznego we Lwowie. Założenia wystąpienia stały się podstawą do modyfikacji zasad i programów nauczania średniego w Galicji.
W latach 1909–1914 z własnej inicjatywy pracował w Krakowie na stanowisku inspektora szkolnego Okręgu Krakowskiego, „aby mieć wpływ na podnoszenie szkolnictwa ludowego”. Ponadto został członkiem Zarządu Towarzystwa Szkoły Ludowej. Odpowiadał za referat i inspekcję wszystkich szkół średnich. Łopuszański także kierował gimnazjami i seminariami nauczycielskimi w Białej, Orłowej na Śląsku Cieszyńskim oraz Krakowie. Tam przy kole TNSW utworzył sekcję pedagogiczną, którą kierował do wybuchy wojny w 1914.
W 1911 społecznie podjął dodatkową pracę jako dyrektor Wiejskiego Ogniska Wychowawczego w Prokocimiu koło Krakowa. Placówka była prowadzona przez Towarzystwo Szkoły Ludowej (był działaczem tej organizacji). W ośrodku tym przystąpił do realizacji swych założeń programowych, dotyczących konieczności zróżnicowania programu nauki według zainteresowań i uzdolnień uczniów. Pracował tam trzy lata.

### Działalność społeczna do 1914
Oprócz działalnością naukową, zajmował się też społeczną. Aktywnie działa na rzecz rozwoju polskiego taternictwa. Był członkiem Towarzystwa Tatrzańskiego, pierwszym przewodniczącym i twórcą Sekcji Turystycznej TT. Ponadto zaliczany jest do prekursorów taternictwa bezprzewodnikowego. Ponadto jest jednym z pierwszych, którzy wspinali się na Ostry Szczyt w Tatrach w 1903. W tym samym roku był członkiem komitetu organizacyjnego nowej Sekcji Turystycznej Polskiego Towarzystwa Tatrzańskiego (PTT) w Zakopanem. W 1905 był członkiem grupy, która po raz pierwszy weszła na Żabi Szczyt Wyżni.
Łopuszański zainteresował się rozwojem piłki nożnej. W 1906 stworzył klub piłki nożnej uczniów II Wyższej Szkoły Realnej w Krakowie. Klub ten później połączył się z innymi, żeby stworzyć Klub Wisła Kraków. Następnie w 1909 r. został prezesem klubu. Kilka lat później został wiceprezesem Związku Futbolistów Polskich.

### Wielka Wojna
W okresie 1915–1917  pracował na stanowisku inspektora Okręgu Szkolnego przy Komendzie Powiatowej w Lublinie wprowadzał powszechność nauczania w całym Okręgu, zaopatrywał wszystkie szkoły powiatu lubelskiego w poważne biblioteki, w znaczącej części z własnej pensji. Organizował także szkoły polskie na Śląsku Cieszyńskim.
We wrześniu 1917 r. został pracownikiem Rady Sekcji Oświecenia Publicznego Departamentu Wyznań Religijnych i Oświecenia Publicznego Tymczasowej Rady Stanu, jako naczelny inspektor szkolnictwa elementarnego. 1 lutego 1918 r. departament przekształcił się w ministerstwo. Łopuszański stanął na czele sekcji szkół średnich, której częścią był wydział programowy, odpowiadający m.in. za wprowadzenia nowych programów szkolnych, czy popularyzacji nowych metod nauczania.

### II Rzeczpospolita
W nowo odrodzonej Polsce, w listopadzie 1918 objął stanowisko szefa sekcji szkolnictwa średniego, następnie podsekretarza stanu w Ministerstwie Wyznań Religijnych i Oświecenia Publicznego. Przy poparciu Macieja Rataja został powołany ministrem WRiOP w rządzie Leopolda Skulskiego. Funkcję tę pełnił także w rządzie Władysława Grabskiego. Po jego dymisji kontynuował swą pracę w ministerstwie jako podsekretarz stanu i wiceminister.
Podczas jego pracy w ministerstwie, powołano Komisję do Badań Dziejów Wychowania i Szkolnictwa w Polsce z siedzibą w Krakowie. Przygotowano także ustawę o tymczasowym ustroju władz szkolnych, którą uchwalono w czerwcu 1920 r. Zakładała ona decentralizację poprzez podział na okręgi szkolne na czele z kuratorami, ministerstwo przejęło kierownictwo i nadzór zwierzchni nad wychowaniem publicznym i szkolnictwem wyższym, a także zniosła zależność władz szkolnych od administracji politycznej. Kolejne kluczowe ustawy były z lipca 1920 r. o ludowych szkołach rolniczych oraz o szkołach akademickich. Ta druga określała zasady ustroju akademickiego. Uczelnie zostały poddane zwierzchnictwu MWRiOP, lecz większość decyzji mogły podejmować w ramach własnych organów kolegialnych, zyskały osobowość prawną, mogły przyjmować darowizny i przede wszystkim zagwarantowano im wolność nauki i nauczania.
W 1923 r. został przewodniczącym Komisji Oceny Książek do Czytania dla Młodzieży Szkolnej. Trzy lata później został szefem Oddziału Metodyki Fizyki i Chemii Komisji Pedagogicznej z siedzibą w Warszawie, zajmując się wydawaniem rocznika „Fizyka i Chemia w Szkole”. Ponadto mianowano go przewodniczącym Komisji Egzaminów Państwowych w Warszawie dla nauczyciel szkół średnich.
Po przewrocie majowym w 1926 r. odszedł ze stanowiska wiceministra i został referentem Wydziału Programowego. Definitywnie pracę w ministerstwie zakończył 31 grudnia 1927 r. Jak utrzymywał odszedł na własną prośbę, lecz prawdopodobną przyczyną odejścia było żądanie ministra WRiOP Antoniego Sujkowskiego.
Po zakończeniu pracy w ministerstwie, powrócił do pracy w oświacie. W 1927 doprowadził do skutku swe wieloletnie zabiegi o odtworzenie Fundacji Sułkowskich z odzyskaniem jej bazy majątkowej, uczestniczył też w organizowaniu Kuratorium Fundacji. W 1928 został przez to Kuratorium powołany na stanowisko dyrektora Gimnazjum i Liceum im. Sułkowskich w Rydzynie. Tu realizował cel swego życia – stworzenie doświadczalnego ośrodka nowoczesnej pedagogiki dla polskiego szkolnictwa średniego. Wypracował nowoczesne metody wychowania w szkole średniej, opartego na wysokim poziomie nauki z zamiłowaniem do wybranego zawodu i zainteresowaniem sprawami społecznymi kraju. Metody te zaprezentował w swoich dwu książkach o gimnazjum w Rydzynie.

### II wojna światowa i PRL
Wybuch II wojny światowej przerwał jego pracę. Po kapitulacji Warszawy zamieszkał w Krakowie (do 1942). Następnie przeniósł się do Żurawicy, a potem Suliszowa w powiecie sandomierskim. Tam napisał pracę, która zawierała nową koncepcję szkolnictwa średniego ogólnokształcącego. Zreferował ją Departamentu Oświaty i Kultury przy Delegacie Rządu Londyńskiego.
Po wojnie przebywał w Stalowej Woli, później wrócił do Krakowa. Planował zamieszkać w Rydzynie, aby odbudować tam szkołę i pracować jako nauczyciel. Nowe władze nie dopuściły Łopuszańskiego do pracy w zawodzie.
W 1949 r. zamieszkał w Gliwicach. Zmarł w Chorzowie 19 kwietnia 1955 roku. Pierwotnie został pochowany na cmentarzu centralnym w Gliwicach, lecz z inicjatywy uczniów Gimnazjum i Liceum im. Sułkowskich, w 1958 r. jego zwłoki zostały ekshumowane i przeniesione na cmentarz parafialny Kłodzie koło Rydzyny (1X-2-5).

## Życie prywatne
Od roku 1899 żoną Tadeusza Łopuszańskiego była Irena Biżańska. Podobnie jak mąż pracowała w Gimnazjum im. Sułkowskich, zajmując się Izbą Chorych. W roku 1946 zginęła w wypadku samochodowym. Byli bezdzietnym małżeństwem.

## Publikacje
- Rydzyna. Dziesięć lat działalności Fundacji Sułkowskich. 1937[6], reprint w Warszawie 2001.
- Szkoła doświadczalna. Trzechlecie 1936–1939. reprint w Warszawie 2001.
- Tezy. Od pedagogiki narodowej do pedagogiki europejskiej. Pisane przez Łopuszańskiego podczas i po wojnie – wydana staraniem Fundacji im. Łopuszańskiego w Warszawie w 2000 r.

## Ordery i odznaczenia
- Krzyż Komandorski z Gwiazdą Orderu Odrodzenia Polski (2 maja 1923)[7][8]
- Złoty Krzyż Zasługi
- Srebrny Wawrzyn Akademicki (7 listopada 1936)[9]
- Kawaler Orderu Franciszka Józefa (Austro-Węgry, 1917)[10]
- Kawaler Orderu Legii Honorowej (Francja)